# NGC 233
NGC 233 je galaksija u zviježđu Andromeda.

## Vanjske poveznice
- SEDS: NGC 0233